# The Uncanny X-Men (jeu vidéo)
The Uncanny X-Men est un jeu vidéo d'action développé par Pixel et édité par LJN sorti en 1989 sur NES.

## Accueil
- AllGame : 1/5[1]